# 折纸公理
折纸公理，又称藤田－羽鳥公理或藤田－贾斯汀公理，是折纸数学的基本公理。假定所有折纸操作均在理想的平面上进行，并且所有折痕都是直线，那么这些公理描述了通过折纸可能达成的所有数学操作。
折纸定理最早於1989年由雅克·贾斯汀（Jacques Justin）发现。截至目前為止，共推衍了7個公理，其中，公理1－6又于1991年由日裔意大利数学家藤田文章发现。定理7也于2001年由羽鳥公士郎发现。贾斯汀和罗伯特·朗（Robert J. Lang）也同样发现了公理7。

## 七个公理
前6个公理又叫做藤田公理，公理7由羽鳥公士郎发现，贾斯汀和罗伯特·朗（Robert J. Lang）也同样发现了公理7。7条公理如下：
1. 给定两点 {\displaystyle p_{1}} 和 {\displaystyle p_{2}}，有且仅有一条折痕同时过这两点。
2. 给定两点 {\displaystyle p_{1}} 和 {\displaystyle p_{2}}，有且仅有一种方法把 {\displaystyle p_{1}} 折到 {\displaystyle p_{2}} 上。
3. 给定两直线 {\displaystyle l_{1}} 和 {\displaystyle l_{2}}，可以把 {\displaystyle l_{1}} 折到 {\displaystyle l_{2}} 上。
4. 给定一点 {\displaystyle p_{1}} 和一条直线 {\displaystyle l_{1}}，有且仅有一种方法过 {\displaystyle p_{1}} 折出 {\displaystyle l_{1}} 的垂线。
5. 给定两点 {\displaystyle p_{1}} 和 {\displaystyle p_{2}} 和一条直线 {\displaystyle l_{1}}，可以沿过 {\displaystyle p_{2}} 的直线将 {\displaystyle p_{1}} 折到 {\displaystyle l_{1}} 上。
6. 给定两点 {\displaystyle p_{1}} 和 {\displaystyle p_{2}} 和两直线 {\displaystyle l_{1}} 和 {\displaystyle l_{2}}，可以一次将 {\displaystyle p_{1}} 、{\displaystyle p_{2}} 分别折到 {\displaystyle l_{1}} 、{\displaystyle l_{2}} 上。
7. 给定一点 {\displaystyle p} 和两直线 {\displaystyle l_{1}} 和 {\displaystyle l_{2}}，可以沿着 {\displaystyle l_{2}} 的垂线将 {\displaystyle p_{1}} 折到 {\displaystyle l_{1}} 上。

公理5可能有最多2个解，公理6可能有最多3个解，而尺规作图的公理最多只有两个解。所以，折纸的作图能力要强于尺规作图。就是说，尺规作图相当于在解二次方程，而折纸几何相当于解三次方程。因而诸如三等分角、倍立方等尺规作图无法解决的问题却可以用折纸几何解决。但是公理6在实践中需要将纸“滑动”，这其实相当于二刻尺作图，这在标准的尺规作图中是不被允许的。
罗伯特·朗证明了这七个公理已经是折纸几何的全部公理了。

### 公理 1
给定两点 {\displaystyle p_{1}} 和 {\displaystyle p_{2}}，有且仅有一条折痕同时过这两点。
以参数方程表示的话，过2点的直线可以表示为：
{\displaystyle F(s)=p_{1}+s(p_{2}-p_{1}).}

### 公理 2
给定两点 {\displaystyle p_{1}} 和 {\displaystyle p_{2}}，有且仅有一种方法把 {\displaystyle p_{1}} 折到 {\displaystyle p_{2}} 上。
这条公理相当于是作线段 {\displaystyle {\overline {p_{1}p_{2}}}}的垂直平分线。这可以通过以下四个步骤完成：
- 使用公理1作出连结 {\displaystyle p_{1}} 和 {\displaystyle p_{2}} 的直线 {\displaystyle P(s)=p_{1}+s(p_{2}-p_{1})}
- 找到直线 {\displaystyle P(s)} 的中点 {\displaystyle p_{mid}}
- 找到垂直于 {\displaystyle P(s)} 的向量 {\displaystyle \mathbf {v_{perp}} }
- 折痕的参数方程表示为：

{\displaystyle F(s)=p_{\mathrm {mid} }+s\cdot \mathbf {v} _{\mathrm {perp} }.}

### 公理 3
给定两直线 {\displaystyle l_{1}} 和 {\displaystyle l_{2}}，可以把 {\displaystyle l_{1}} 折到 {\displaystyle l_{2}} 上。
这条公理相当于是找出 {\displaystyle l_{1}} 和 {\displaystyle l_{2}} 组成的角的平分线。假设 {\displaystyle p_{1}} 和 {\displaystyle p_{2}} 是 {\displaystyle l_{1}} 上任意两点，{\displaystyle q_{1}} 和 {\displaystyle q_{2}} 是 {\displaystyle l_{2}} 上任意两点，{\displaystyle \mathbf {u} } 和 {\displaystyle \mathbf {v} } 分别是 {\displaystyle l_{1}} 和 {\displaystyle l_{2}} 方向的单位向量：
{\displaystyle \mathbf {u} =(p_{2}-p_{1})/\left|(p_{2}-p_{1})\right|}
{\displaystyle \mathbf {v} =(q_{2}-q_{1})/\left|(q_{2}-q_{1})\right|.}
如果两直线不平行，它们的交点为：
{\displaystyle p_{\mathrm {int} }=p_{1}+s_{\mathrm {int} }\cdot \mathbf {u} }
其中
{\displaystyle s_{int}=-{\frac {\mathbf {v} _{\perp }\cdot (p_{1}-q_{1})}{\mathbf {v} _{\perp }\cdot \mathbf {u} }}.}
两条直线所夹的一个角的平分线方向是：
{\displaystyle \mathbf {w} ={\frac {\left|\mathbf {u} \right|\mathbf {v} +\left|\mathbf {v} \right|\mathbf {u} }{\left|\mathbf {u} \right|+\left|\mathbf {v} \right|}}.}
折痕的参数方程是：
{\displaystyle F(s)=p_{\mathrm {int} }+s\cdot \mathbf {w} .}
这两直线还有另一个角平分线，两条角平分线互相垂直，且都过点 {\displaystyle p_{int}}。而沿着任意一条角平分线折都能将 {\displaystyle l_{1}} 折到 {\displaystyle l_{2}} 上。但在实践中可能因为交点的位置（比如交点在纸外）使沿着其中一条角平分线的折叠无法实施。
如果两条直线平行，那么只要沿着两直线中间的一条线（与两直线平行，到两直线距离相等）折叠就可以将 {\displaystyle l_{1}} 折到 {\displaystyle l_{2}} 上

### 公理 4
给定一点 {\displaystyle p_{1}} 和一条直线 {\displaystyle l_{1}}，有且仅有一种方法过 {\displaystyle p_{1}} 折出 {\displaystyle l_{1}} 的垂线。
向量 {\displaystyle \mathbf {v} } 是垂直于 {\displaystyle l_{1}} 的单位向量，那么折痕的参数方程是：
{\displaystyle F(s)=p_{1}+s\cdot \mathbf {v} .}

### 公理 5
给定两点 {\displaystyle p_{1}} 和 {\displaystyle p_{2}} 和一条直线 {\displaystyle l_{1}}，可以沿过 {\displaystyle p_{2}} 的直线将 {\displaystyle p_{1}} 折到 {\displaystyle l_{1}} 上。
这个公理相当于找出圆和直线的交点，所以有最多2个解，最少也可能无解。这取决于直线 {\displaystyle l_{1}} 和以{\displaystyle p_{2}} 为圆心，{\displaystyle p_{2}} 到 {\displaystyle p_{1}} 的距离为半径的圆的位置关系。如果直线和圆不相交则无解，相切则有1解，相交则有2解.
如果我们知道直线上两点 {\displaystyle (x_{1},y_{1})} 和 {\displaystyle (x_{2},y_{2})}，那么直线可以表示为：
{\displaystyle x=x_{1}+s(x_{2}-x_{1})\,}
{\displaystyle y=y_{1}+s(y_{2}-y_{1}).\,}
如果圆心 {\displaystyle p_{2}=(x_{c},y_{c})}，半径 {\displaystyle r=\left|p_{1}-p_{2}\right|}。那么这个圆可以表示为：
{\displaystyle (x-x_{c})^{2}+(y-y_{c})^{2}=r^{2}.\,}
为了确定圆和直线的交点，将直线方程代入圆方程，得：
{\displaystyle (x_{1}+s(x_{2}-x_{1})-x_{c})^{2}+(y_{1}+s(y_{2}-y_{1})-y_{c})^{2}=r^{2}.\,}
或者可以简化为：
{\displaystyle as^{2}+bs+c=0\,}
其中：
{\displaystyle a=(x_{2}-x_{1})^{2}+(y_{2}-y_{1})^{2}\,}
{\displaystyle b=2(x_{2}-x_{1})(x_{1}-x_{c})+2(y_{2}-y_{1})(y_{1}-y_{c})\,}
{\displaystyle c=x_{c}^{2}+y_{c}^{2}+x_{1}^{2}+y_{1}^{2}-2(x_{c}x_{1}+y_{c}y_{1})-r^{2}.\,}
然后，只要解以下方程就能确定直线和圆的交点：
{\displaystyle {\frac {-b\pm {\sqrt {b^{2}-4ac}}}{2a}}.}
如果判别式 {\displaystyle b^{2}-4ac<0}，那么方程无实数解，圆和直线没有交点；如果辨别式等于0，那么方程有一解，圆和直线相切；如果辨别式大于0，方程有两解，圆和直线有两个交点。令{\displaystyle d_{1}} 和 {\displaystyle d_{2}} 是两个交点（如果存在），那么，我们可以得到线段如下：
{\displaystyle m_{1}={\overline {p_{1}d_{1}}}\,}
{\displaystyle m_{2}={\overline {p_{1}d_{2}}}.\,}
折痕 {\displaystyle F_{1}(s)} 垂直平分 {\displaystyle m_{1}}，可以将 {\displaystyle p_{1}} 折到 {\displaystyle d_{1}}。同样，折痕 {\displaystyle F_{2}(s)} 垂直平分 {\displaystyle m_{2}}，可以将 {\displaystyle p_{1}} 折到 {\displaystyle d_{2}}。只要应用公理2就可以找到垂直平分线。折痕的参数方程是：
{\displaystyle {\begin{aligned}F_{1}(s)&=p_{1}+{\frac {1}{2}}(d_{1}-p_{1})+s(d_{1}-p_{1})_{\perp }\\[8pt]F_{2}(s)&=p_{1}+{\frac {1}{2}}(d_{2}-p_{1})+s(d_{2}-p_{1})_{\perp }.\end{aligned}}}

### 公理 6
给定两点 {\displaystyle p_{1}} 和 {\displaystyle p_{2}} 和两直线 {\displaystyle l_{1}} 和 {\displaystyle l_{2}}，可以一次将 {\displaystyle p_{1}} 、{\displaystyle p_{2}} 分别折到 {\displaystyle l_{1}} 、{\displaystyle l_{2}} 上。
这个公理相当于找到同时与两条抛物线相切的直线，等价于解一个三次方程。两条抛物线的焦点分别是 {\displaystyle p_{1}} 和 {\displaystyle p_{2}}，准线分别是 {\displaystyle l_{1}} 和 {\displaystyle l_{2}}。

### 公理 7
给定一点 {\displaystyle p} 和两直线 {\displaystyle l_{1}} 和 {\displaystyle l_{2}}，可以沿着 {\displaystyle l_{2}} 的垂线将 {\displaystyle p_{1}} 折到 {\displaystyle l_{1}} 上。
过 {\displaystyle p} 点作 {\displaystyle l_{2}} 的平行线，交 {\displaystyle l_{1}} 于 {\displaystyle q}，这个公理就是要找出线段 {\displaystyle {\overline {pq}}} 的垂直平分线。沿着这条垂直平分线折，就可以将 {\displaystyle p} 折到 {\displaystyle q} 上。